# Hesydrus chanchamayo
Hesydrus chanchamayo là một loài nhện trong họ Trechaleidae.
Loài này thuộc chi Hesydrus. Hesydrus chanchamayo được miêu tả năm 2005 bởi Carico.